# Psychostasis
Zasugerowano, aby zintegrować ten artykuł z artykułem Psychostazja. Nie opisano powodu propozycji integracji.
Psychostasis (gr. ważenie duszy) – w mitologii starożytnego Egiptu sąd nad zmarłym, odbywany poprzez zważenie jego serca względem pióra strusia (symbolu prawdy) w obecności boga Ozyrysa i 42 sędziów. Ważenia tego dokonywali Anubis lub Horus, natomiast bóg mądrości Thot zapisywał jego wynik. Jeżeli serce było lżejsze, zmarły zyskiwał prawo do wiecznego życia i szczęścia.